# Palaeomolis flava
Palaeomolis flava là một loài bướm đêm thuộc phân họ Arctiinae, họ Erebidae.